# 프라임킹즈
프라임킹즈는 대한민국의 스트리트 댄서 그룹이다.

## 방송
- 스트릿 맨 파이터 (2022)

## 공연
- 스트릿 맨 파이터 [ON THE STAGE] 전국투어 (2022)
- 세상에 단 하나뿐인 안무 전시 ＆ 쇼케이스 A.B.M. - 안양 (2023)
- PRIMEKINGZ FANMEETING (2023)
- 워터밤 서울 2023 (2023)